# میرزا احمدخان شمیرانی
میرزا احمدخان شمیرانی از سیاستمداران ایرانی بود، که در دوره‌ هفتم  بعنوان نماینده تهران در مجلس شورای ملی حضور داشت.